# Zurndorf
Zurndorf è un comune austriaco di 2 148 abitanti nel distretto di Neusiedl am See, in Burgenland; ha lo status di comune mercato (Marktgemeinde).